# Janet Suzman
Dame Janet Suzman DBE (* 9. Februar 1939 in Johannesburg) ist eine südafrikanische Schauspielerin und Regisseurin.

## Leben und Karriere
In den 1960er Jahren begann sie ihre Karriere als Mitglied der Royal Shakespeare Company und war in den 1960er und 1970er Jahren in zahlreichen britischen TV-Produktionen zu sehen. 1971 bekam sie ihre erste Kinofilmhauptrolle in Nicholas and Alexandra und wurde für ihre Rolle als Alexandra für den Oscar als beste Hauptdarstellerin nominiert. 1982 spielte sie die weibliche Hauptrolle in Peter Greenaways Film Der Kontrakt des Zeichners. In späteren Jahren arbeitete Suzman als Schauspielerin und Regisseurin an vielen Theaterproduktionen in Großbritannien und Südafrika. Insgesamt umfasst ihr filmisches Schaffen mehr als 55 Film- und Fernsehproduktionen seit 1964. 
Von 1969 bis 1986 war sie mit dem Regisseur Trevor Nunn verheiratet. Aus dieser Beziehung ging ein Sohn hervor.

## Filmografie (Auswahl)
- 1965: The Wars of the Roses (Miniserie, 2 Folgen)
- 1966: Lord Raingo (Fernsehserie, 4 Folgen)
- 1971: Nikolaus und Alexandra (Nicholas and Alexandra)
- 1972: A Day in the Death of Joe Egg
- 1974: Die schwarze Windmühle (The Black Windmill)
- 1974: Antonius und Cleopatra (Antony and Cleopatra, Fernsehfilm)
- 1976: Clayhanger (Fernsehserie, 21 Folgen)
- 1976: Reise der Verdammten (Voyage of the Damned)
- 1979: Das Haus in der Garibaldistraße (The House on Garibaldi Street, Fernsehfilm)
- 1980: Nijinsky
- 1981: Priest of Love
- 1982: Der Kontrakt des Zeichners (The Draughtsman’s Contract)
- 1983: Fellinis Schiff der Träume (E la nave va)
- 1984: Die verrückten Abenteuer des Robin Hood (The Zany Adventures of Robin Hood, Fernsehfilm)
- 1986: Lord Mountbatten: The Last Viceroy (Miniserie, 6 Folgen)
- 1986: Der singende Detektiv (The Singing Detective, Miniserie, 5 Folgen)
- 1989: Weiße Zeit der Dürre (A Dry White Season)
- 1990: Nonnen auf der Flucht (Nuns on the Run)
- 1992: Leon the Pig Farmer
- 1993: Inspektor Morse, Mordkommission Oxford (Inspector Morse, Fernsehserie, Folge 7x01)
- 1994: Hildegard of Bingen (Fernsehfilm)
- 2002: Max
- 2006/2007: Der Preis des Verbrechens (Trial & Retribution, Fernsehserie, 2 Folgen)
- 2008: The Color of Magic – Die Reise des Zauberers (Terry Pratchett’s The Colour of Magic, Miniserie, Folge 1x02)
- 2010: Inspector Barnaby (Midsomer Murders, Fernsehserie, Folge 13x01 Köpfen ist auch keine Lösung)
- 2011–2012: Tinga Tinga Fabeln (Tinga Tinga Tales, Fernsehserie, 18 Folgen, Stimme)
- 2012: Sindbad (Sinbad, Fernsehserie, 4 Folgen)
- 2012: Das verlorene Labyrinth (Labyrinth, Miniserie, 2 Folgen)
- 2013: Felix
- 2020: The Crown (Fernsehserie, Folge 4x08 48 zu 1)
- 2023: Consecration